# Église Saint-Nicolas-le-Thaumaturge (Podkopaï)
Pour les articles homonymes, voir Église Saint-Nicolas.

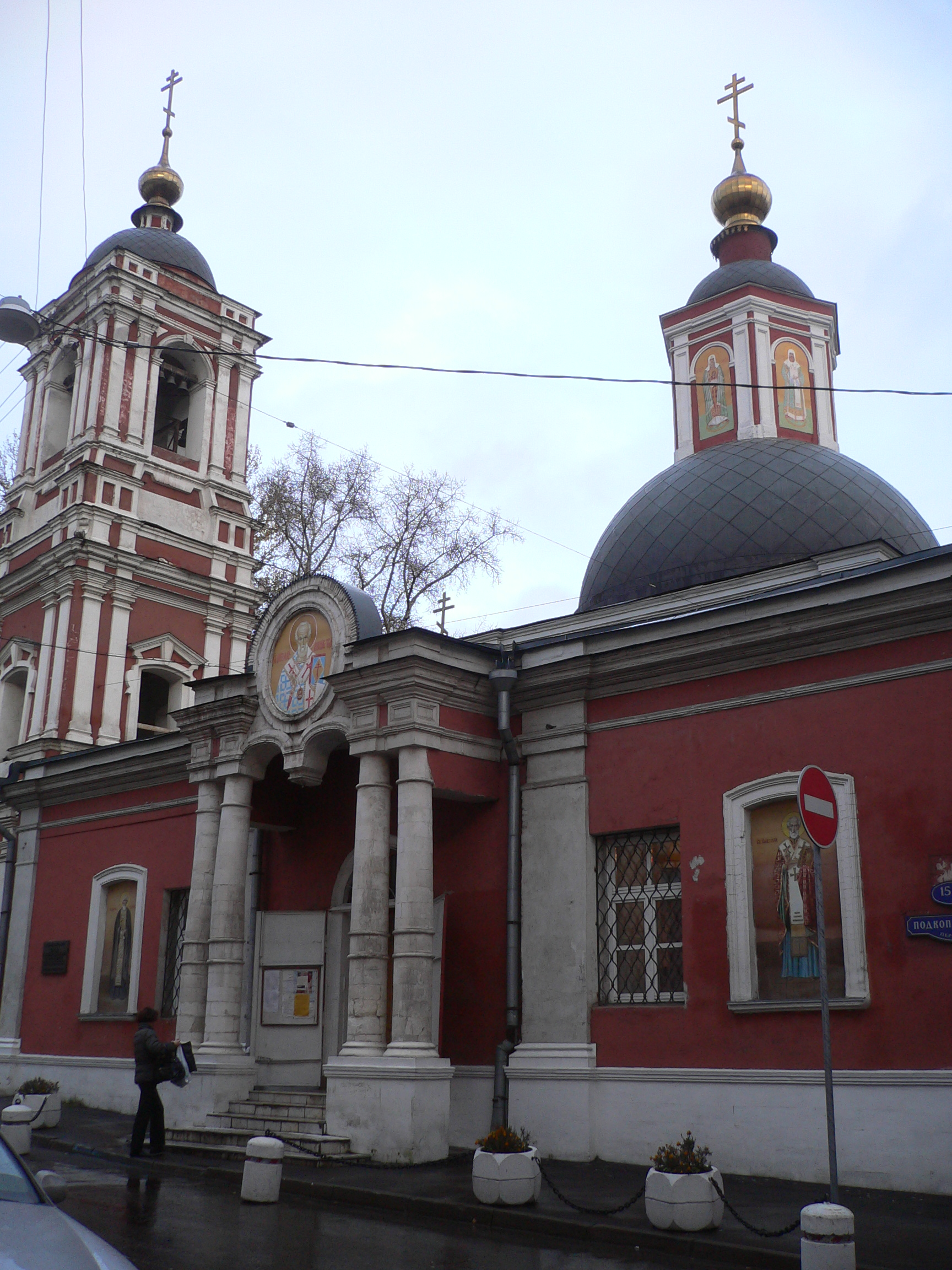
L’église Saint-Nicolas-le-Thaumaturge à Podkopaï

L’église Saint-Nicolas-le-Thaumaturge (en russe : Церковь Николая Чудотворца в Подкопаях) est une église orthodoxe de Moscou, dans le quartier de Khitrovka, au lieu-dit Podkopaï (elle est située au 15/9 de la rue Podkopaïevski, à l’angle de la rue Podkolokolny).

## Historique
L’église actuelle a été construite au XVIIe siècle à la place d’un bâtiment plus ancien attribué à Alosius le Jeune (architecte de la cathédrale de l’Archange du Kremlin). Sa première mention remonte à 1493 quand le grand-prince Ivan III vint loger à proximité à la suite d'un incendie au Kremlin.
En 1686 une église en pierre et un cimetière sont mentionnés à cet endroit.
Le clocher date de 1759. Après l’incendie de 1812, l’église fut laissée à l’abandon jusqu’en 1855 quand elle fut confiée au patriarcat d’Alexandrie et réhabilitée. Fermée après 1929 elle est de nouveau ouverte aux fidèles depuis 1991.

## Origine du nom
Le terme podkopaï, qui désigne l’endroit où se trouve l’église, est d’origine incertaine. Il vient peut-être du nom de famille Podkopaïev (fondateur de l’église ou ayant assuré sa reconstruction), d’autres théories le mettent en relation avec des excavations ou mines (voire des passages souterrains secrets) ayant existé à cet endroit, sur les rives de la Ratchka (подкапать signifie « miner, creuser »).

## Illustrations

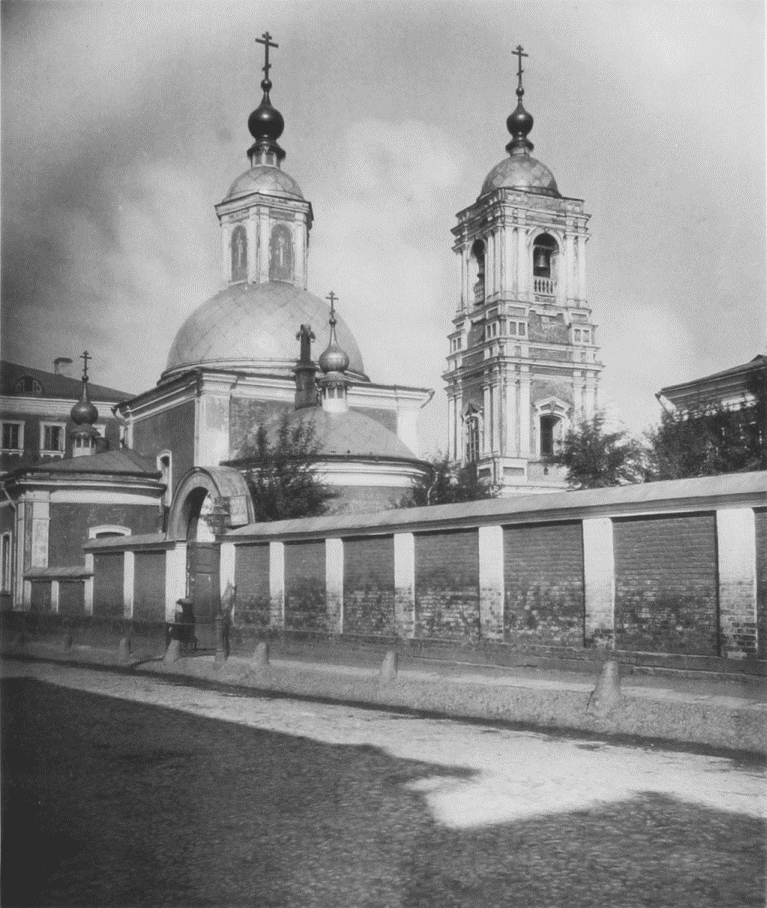
L’église en 1882
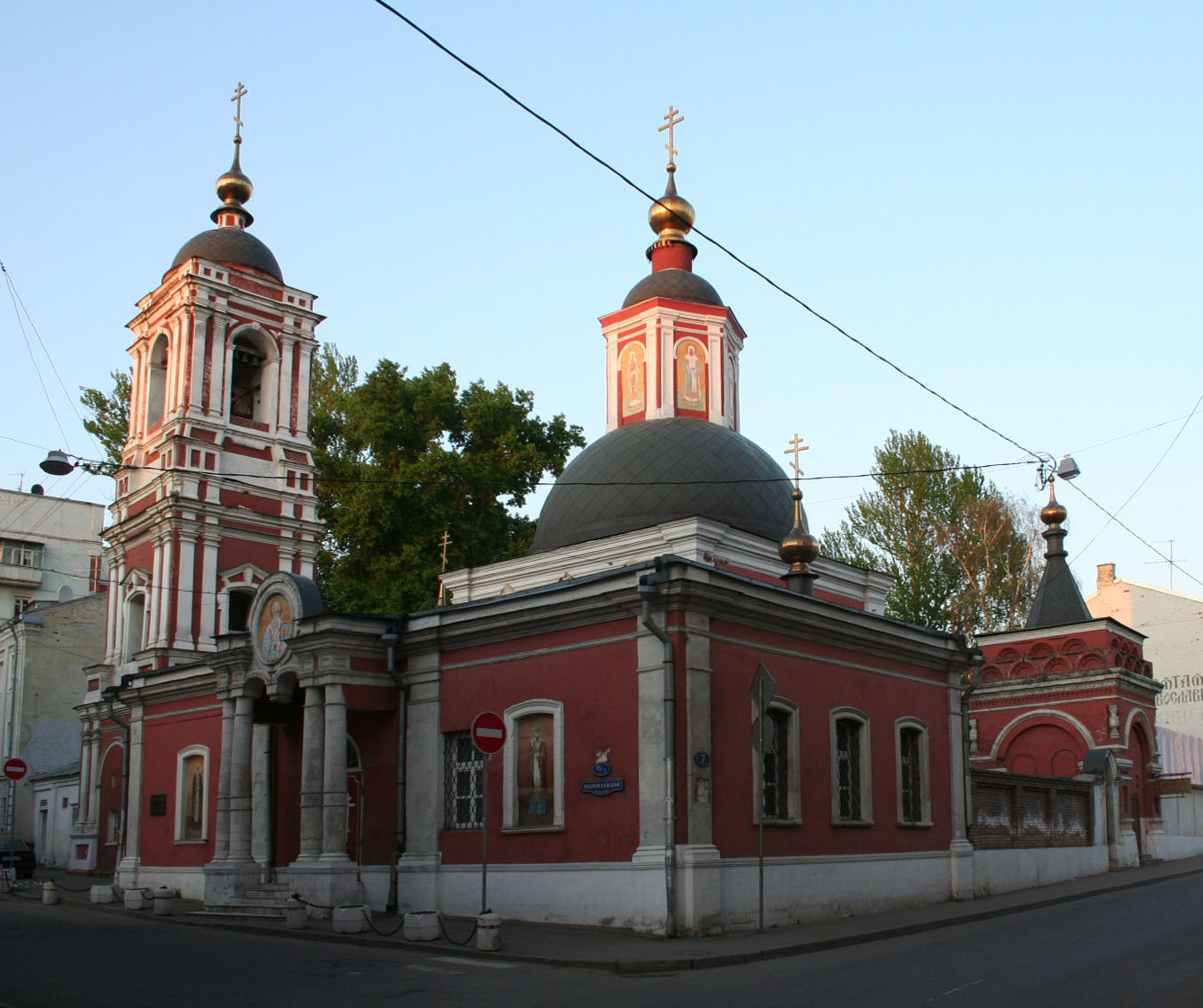
Angle des rues Podkopaïevski et Podkolokolny
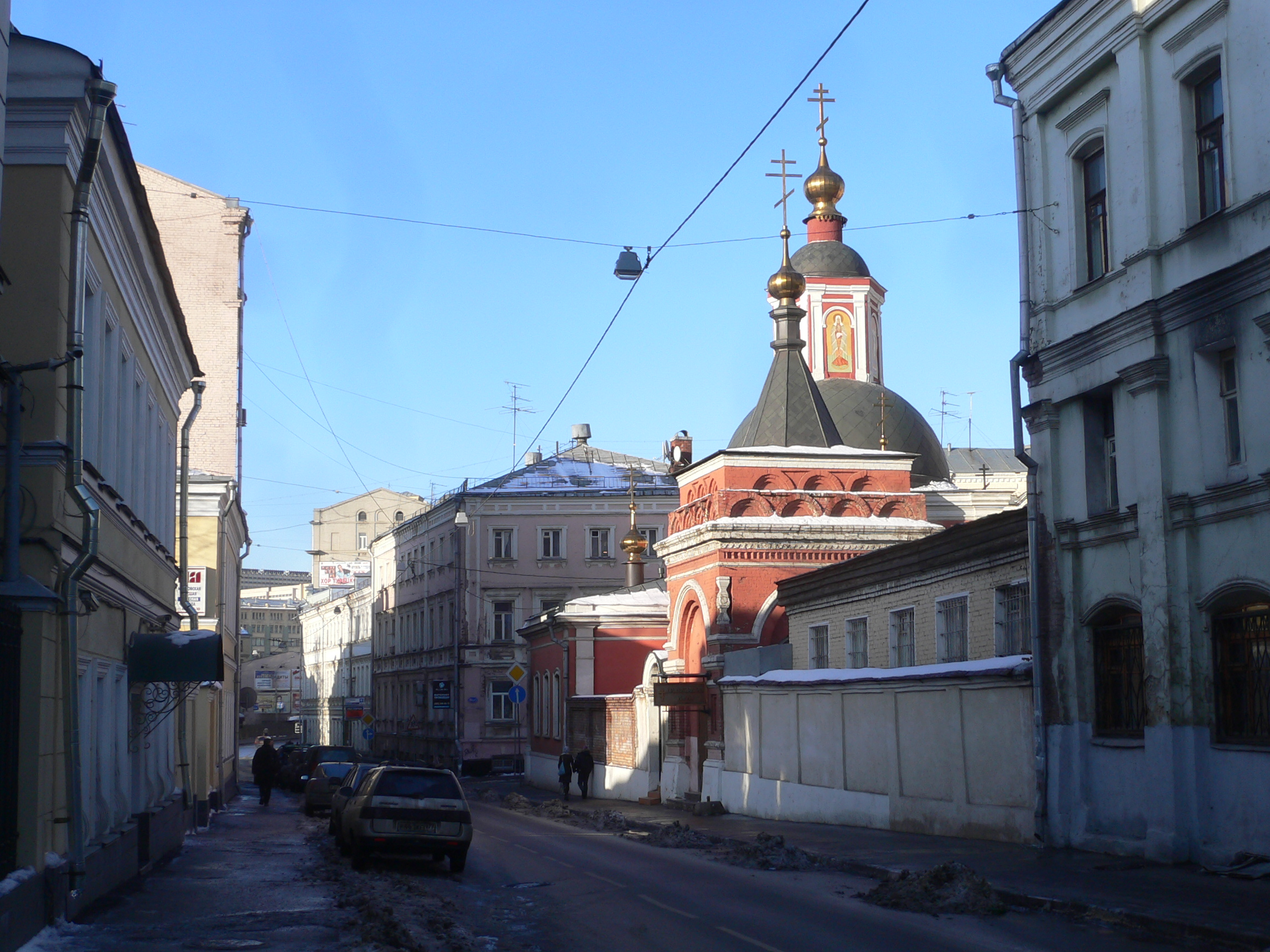
Vue depuis la rue Podkolokolny